# Drosophila orphnopeza
Drosophila orphnopeza är en tvåvingeart som beskrevs av Elmo Hardy och Kenneth Y. Kaneshiro 1968. Drosophila orphnopeza ingår i släktet Drosophila och familjen daggflugor.
Artens utbredningsområde är Hawaii.